# Katia Arakaki
Katia Arakaki (Marília, 29 de junho de 1986) é um lutadora brasileira de taekwondo. 
Foi uma das representantes do país nos Jogos Pan-americanos de 2011, em Guadalajara, no México.